# Uomo di La Braña
L'uomo di La Braña, repertato come La Braña 1, sono i resti fossili di un uomino del mesolitico, vissuto circa 7.000 anni fa, rinvenuti nel territorio della località spagnola di La Braña, comune di Valdelugueros, in una grotta a circa 1.500 metri sul livello del mare.

## Rinvenimento
La grotta dove è stato rinvenuto La Braña 1, è stata scavata nel 2006 dagli archeologi della Castiglia e León guidati dall'archeologo Julio Manuel Vidal Encinas. Successivamente, in un'altra grotta vicina, è stato ritrovato, in peggiori condizioni di conservazione, lo scheletro di un secondo individuo, repertato come La Braña 2.
Lo scheletro di La Braña 1 è stato ritrovato accompagnato da ornamenti fatti con denti di cervo rosso.

## Descrizione
Indagini paleogenetiche sull'uomo di La Braña 1, condotte attraverso l'analisi del DNA antico proveniente da un suo dente,  hanno determinato che apparteneva al cluster genico dei cacciatori-raccoglitori occidentali, caratterizzato dall'avere occhi azzurri, carnagione e capelli scuri, ed essere  intollerante al lattosio, caratteristiche che sono state riconosciute anche in altri due H sapiens, l'uomo di Cheddar, ritrovato nel Somerset in Inghilterra, e l'uomo di Loschbour, ritrovato in Lussemburgo.
Le analisi hanno inoltre determinato come il sistema immunitario l'individuo fosse resistente ad un'ampia gamma di infezioni batteriche. il suo sistema immunitario era apparentemente in grado di combattere diverse malattie, come tubercolosi, polmonite e malaria (endemica nell'Europa meridionale fino ai tempi moderni). Dei 40 geni esaminati, coinvolti nell'immunità, 24 (il 60%) erano simili a quelli degli europei moderni.